# Jan-Erik Garland
Pour les articles homonymes, voir Garland.
Jan-Erik Garland (né le 25 août 1905 à Stockholm et mort le 26 mars 1988 dans la même ville) est un journaliste sportif, dessinateur de presse et auteur de bande dessinée suédois. Il utilisait pour ses dessins le pseudonyme Rit-Ola.

## Distinction
- 1966 : Prix Adamson du meilleur auteur suédois pour l'ensemble de son œuvre